# Árujegyzék
Az árujegyzék az egyik legfontosabb védjegyjogi alapfogalom. Voltaképpen áruk illetve szolgáltatások jegyzékéről van szó; mind a védjegytörvényben, mind a gyakorlatban röviden árujegyzéknek nevezik.
Az árujegyzék azoknak az áruknak, illetve szolgáltatásoknak a felsorolása, amelyekkel kapcsolatban a megjelölésre a védjegyoltalmat igénylik.
A védjegy bejelentőjének a bejelentésben meg kell határoznia az árujegyzéket, amelyet később más nem bővíthet. Az árujegyzékben szereplő áru- illetve szolgáltatás-meghatározásokat a Nizzai Megállapodásnak nevezett nemzetközi szerződés alapján létrejött nizzai osztályozásnak megfelelően kell osztályozni. A Nizzai Megállapodás egyetemes egyezmény; gyakorlatilag minden állam és regionális szerv (pl. EUIPO) követi.

## A magyar védjegytörvényben
Az árujegyzék fogalmát és törvényes követelményeit a magyar jog szerint a többször módosított 1997. évi XI. törvény (védjegytörvény)  határozza meg.
Az árujegyzék azoknak az áruknak, illetve szolgáltatásoknak a felsorolása, amelyekkel kapcsolatban a megjelölésre a védjegybejelentésben a védjegyoltalmat igénylik.
A védjegybejelentésben az árujegyzékben szereplő árukat és szolgáltatásokat a gyári vagy kereskedelmi védjegyekkel ellátható termékek és szolgáltatások nemzetközi osztályozására vonatkozó Nizzai Megállapodás által létrehozott osztályozási rendszerrel (a továbbiakban: nizzai osztályozás) összhangban kell osztályozni.

## Az árujegyzék megfogalmazásának követelményei
A védjegybejelentésben az árukat és szolgáltatásokat kellően egyértelműen és pontosan kell meghatározni annak érdekében, hogy a jogalkalmazó szervek és a gazdasági élet szereplői önmagában az árujegyzék alapján képesek legyenek meghatározni az igényelt védjegyoltalom terjedelmét.
A nizzai osztályozás fejezetcímeiben található általános fogalmak vagy más általános kifejezések akkor használhatók, ha azok megfelelnek a (4) bekezdés szerinti egyértelműség és pontosság követelményének.
Az általános kifejezéseket - beleértve a nizzai osztályozás fejezetcímeiben szereplő általános fogalmakat - úgy kell értelmezni, hogy azokba a kifejezés szó szerinti jelentése által egyértelműen jelölt áruk és szolgáltatások tartoznak.
Az áruk és szolgáltatások nem minősülnek egymáshoz hasonlónak, illetve egymástól eltérőnek kizárólag azon az alapon, hogy a nizzai osztályozás azonos, illetve eltérő osztályában szerepelnek.

„A védjegyek és a földrajzi árujelzők oltalmáról szóló 1997. évi XI. törvény (Vt.) módosítása következtében a 2019. január 1-jét követően benyújtott védjegybejelentések esetében nincs lehetőség arra, hogy a bejelentő a védjegybejelentés árujegyzékében a nizzai osztályozás valamely fejezetcímének megadása mellett olyan nyilatkozatot tegyen, miszerint a védjegyoltalmat a megjelölt osztály betűrend szerinti jegyzékében szereplő valamennyi áru és szolgáltatások tekintetében igényli.
 Amennyiben a bejelentő az árujegyzékben kizárólag valamely áru- vagy szolgáltatási osztály fejezetcímét adja meg, a Hivatal úgy tekinti, hogy a megadott fejezetcímben szereplő általános fogalmak csak az azok szó szerinti jelentése által egyértelműen jelölt árukat és szolgáltatásokat ölelik fel [Vt. 52. § (6) bek.]. Amennyiben tehát a bejelentő a védjegyoltalmat a megjelölt osztály betűrend szerinti jegyzékében szereplő valamennyi áru, illetve szolgáltatás tekintetében igényli, akkor az igényelt árukat és szolgáltatásokat tételesen fel kell sorolnia a védjegybejelentés árujegyzékében.”

## A nizzai osztályozás
A nizzai osztályozás a Nizzai Megállapodásnak nevezett nemzetközi megállapodás mellékletét képező osztályozás. Hivatalos nevén: "Áruk és szolgáltatások nemzetközi osztályozása védjegylajstromozás céljából".
A Nizzai Megállapodást az 1957. június 15-i nizzai diplomáciai konferencián hozták létre; ezt követően 1967-ben Stockholmban, majd pedig 1977-ben Genfben felülvizsgálták; módosítására 1979-ben került sor. A Megállapodást Magyarországon az 1967. évi 7. törvényerejű rendelet  hirdette ki.

## Az árujegyzék megváltoztatása
A védjegybejelentésben az árujegyzék nem változtatható meg úgy, hogy bővebb legyen annál, mint ami a bejelentés napján benyújtott bejelentésben szerepelt.
E keretek között a védjegy bejelentője a védjegy lajstromozása kérdésében hozott döntés meghozatalának napjáig módosíthatja az árujegyzéket. Mivel tehát bővítés nem lehetséges, az elfogadható módosítást az árujegyzék korlátozásának is szokták nevezni.
A védjegy jogosultja természetesen a védjegy lajstromozása után is korlátozhatja az adott védjegy árujegyzékét. Ilyenkor a korlátozás lényegében a védjegyoltalomról való részleges lemondás.